# Jorg Vanlierde
Jorg Vanlierde, né le 24 février 1999, est un athlète belge.

## Carrière
Il remporte la médaille d'argent du décathlon aux Championnats d'Europe d'athlétisme jeunesse 2016  à Tbilissi. Il est la même année sacré champion de Belgique de saut à la perche.